# Igreja de Santo Albano

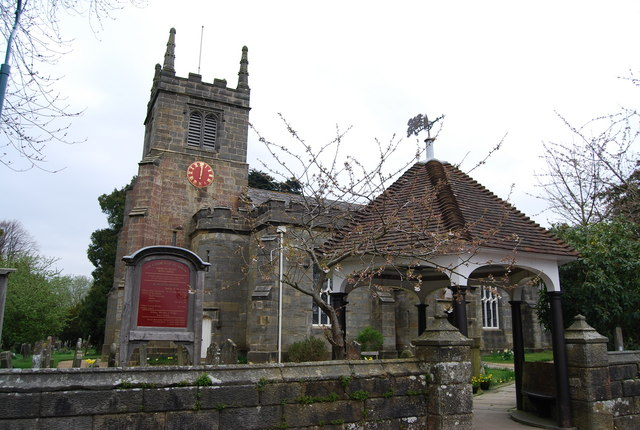
Igreja de Santo Albano, vista do portão lych

A Igreja de Santo Albano é uma igreja paroquial da Igreja da Inglaterra em Frant, East Sussex, na Inglaterra. Foi construída em 1819-22 no estilo neogótico do século XV e é um edifício listado como grau II.